# Allium bigelovii
Allium bigelovii — вид трав'янистих рослин родини амарилісові (Amaryllidaceae), ендемік штатів Аризона й Нью-Мексико, США.

## Опис
Цибулини, як правило, поодинокі, ± круглої форми, 1–1.5 × 1.2–1.5 см; зовнішні оболонки темно-коричневі, чітко сітчасті, перетинчасті; внутрішні оболонки білі. Листки стійкі, зелені в період цвітіння, 2; листові пластини 16–21 см × 2–4 мм, краї цілі. Стеблина стійка, поодинока, прямостійна, 5–12 см × 1–4 мм. Зонтик стійкий, прямостійний, нещільний до ± компактного, 10–25-квітковий, півсферичний, цибулини невідомі. Квіти дзвінчасті, (8)10–14 мм; листочки оцвітини прямостійні, рожеві до червонуваті на кінчику та вздовж серединної жилки, в інших відношеннях білі, ланцетні, ± рівні, стають паперовими та ± жорсткими у плодах, краї цілі, верхівка гостра. Пиляки пурпурові; пилок жовтий. Насіннєвий покрив блискучий. 2n = 14.
Цвітіння: березень — травень.

## Поширення
Ендемік штатів Аризона й Нью-Мексико, США.
Населяє відкриті, скелясті, щебеневі схили; 500–1700 м.